# Mbamu
La isla Mbamu, también M'Bamou y Bamu (en francés: île M’Bamou), es una isla fluvial de la República del Congo y la más grande del «Pool Malebo» (también conocido como Pool Stanley), un lago formado por un ensanchamiento del río Congo. Su formación se debe a la erosión causada por la vertiente del río que separó totalmente este pedazo de tierra firme. Su geografía corresponde a un pantano.
Al sur se encuentra Kinshasa, la capital de la vecina República Democrática del Congo, mientras que al noroeste se encuentra Brazzaville capital de la República del Congo. Posee aproximadamente 180 kilómetros cuadrados de superficie, y se localiza en las coordenadas geográficas  04°15′S 15°25′E / -4.250, 15.417.
El 23 de diciembre de 1908, Francia y Bélgica firmaron un tratado en el cual demarcaron los bordes en la parte baja del Congo y la isla Bamu fue reconocida como parte de la colonia de África Ecuatorial Francesa.